# Jiulong (socken i Kina, Inre Mongoliet)
Jiulong (kinesiska: 九龙, 九龙乡) är en socken i Kina. Den ligger i den autonoma regionen Inre Mongoliet, i den norra delen av landet, omkring 990 kilometer nordost om regionhuvudstaden Hohhot.
Genomsnittlig årsnederbörd är 609 millimeter. Den regnigaste månaden är juli, med i genomsnitt 197 mm nederbörd, och den torraste är januari, med 4 mm nederbörd.